# Lemie
Lemie (arpità Leimia) és un municipi italià, situat a la ciutat metropolitana de Torí, a la regió del Piemont. L'any 2007 tenia 218 habitants. Està situat a la Vall de Viù (Valls de Lanzo), una de les Valls arpitanes del Piemont. Limita amb els municipis d'Ala di Stura, Balme, Condove, Mezzenile, Usseglio i Viù.

## Administració
| Període | Identitat     | Partit        |
| ------- | ------------- | ------------- |
| 2000-   | Giuseppe Davy | Llista cívica |